# Museo degli alpini ossolani
Il Museo degli alpini ossolani "Don Carlo Righini" è un museo di Domodossola inaugurato il 21 maggio 2011. 
Ospita una collezione di oggetti e reperti riguardanti il corpo degli alpini dalla loro nascita nel 1872 fino alle missioni di pace odierne. È intitolato a don Carlo Righini, cappellano militare alpino, in servizio durante la seconda guerra mondiale.
La Commissione Cultura che si occupa della gestione del Museo si propone di documentare, con la raccolta sistematica di materiali quali fotografie, documenti, uniformi, distintivi, cartoline, cimeli, equipaggiamenti ecc., la vita e le gesta delle truppe alpine con allestimenti dinamici che vengono parzialmente o totalmente modificati ogni sei mesi.
Il museo è membro, con altre 16 strutture, dei musei italiani dell'Associazione Nazionale Alpini.

## Storia
La sala storica degli alpini della sezione di Domodossola è stata inaugurata il 14 ottobre 2000 dopo alcune settimane di chiusura per permettere alcuni lavori di manutenzione.
Il 7 ottobre 2006 è stata inaugurata la sala storica intitolata a Don Carlo Righini, nato nel 1912 a Vaprio d'Agogna (NO), parroco di Beura  e Carezza per tanti anni, insegnante, Cappellano militare durante l'ultimo conflitto mondiale di diversi Battaglioni Alpini e delle brigate alpine "Taurinense" e "Alpi Graie" invalido di guerra e insignito di croce al merito. Fu nominato cavaliere Ufficiale della Repubblica italiana e fu amatissimo dagli alpini ossolani e non solo, è stato cappellano della sezione alpini di Domodossola fino alla sua morte, il 21 aprile 1992.
La sala esponeva fotografie relative agli alpini ossolani e ad alcune loro imprese soprattutto delle due guerre mondiali 1915-18 e 1940-45.
Tra le personalità più illustri il Generale Giovanni Battista Chiossi, pluridecorato ufficiale al merito, fondatore della sezione degli alpini di Domodossola e sindaco del capoluogo ossolano e il Generale Fedele Martinoja, di Crevoladossola, combattente nel primo conflitto mondiale e sul fronte occidentale. 
Dopo alcuni anni, la sala storica, grazie ad alcuni interventi strutturali ha potuto ampliare i suoi spazi divenendo due sale attigue e prendendo il nome di "Museo degli alpini ossolani - Don Carlo Righini", inaugurato il 21 maggio 2011.

## La collezione
Gli spazi espositivi comprendono bacheche contenenti reperti e cimeli delle epoche storiche della storia degli alpini, dalla loro fondazione fino ai giorni nostri. Divise d'epoca, cappelli delle due guerre mondiali, reperti della campagna d'Etiopia del 1936, la ricostruzione di una trincea del 1915-18, fotografie, cartoline e medaglie che ripercorrono le imprese delle penne nere con particolare attenzione a quelle ossolane tra cui Giovanni Bionda, primo caduto ossolano della guerra 1915-18 e il Colonnello Attilio Binda di Domodossola, combattente e decorato al valor militare nella prima e seconda guerra mondiale, caduto sul fronte russo del Don, a Rossosch il 20 gennaio 1943. Sono presenti anche due armadietti medici della prima e seconda guerra mondiale.
Il percorso, ripartito in tappe cronologiche, accompagna il visitatore attraverso le vicende della storia degli alpini.